# Dame (Spiel)

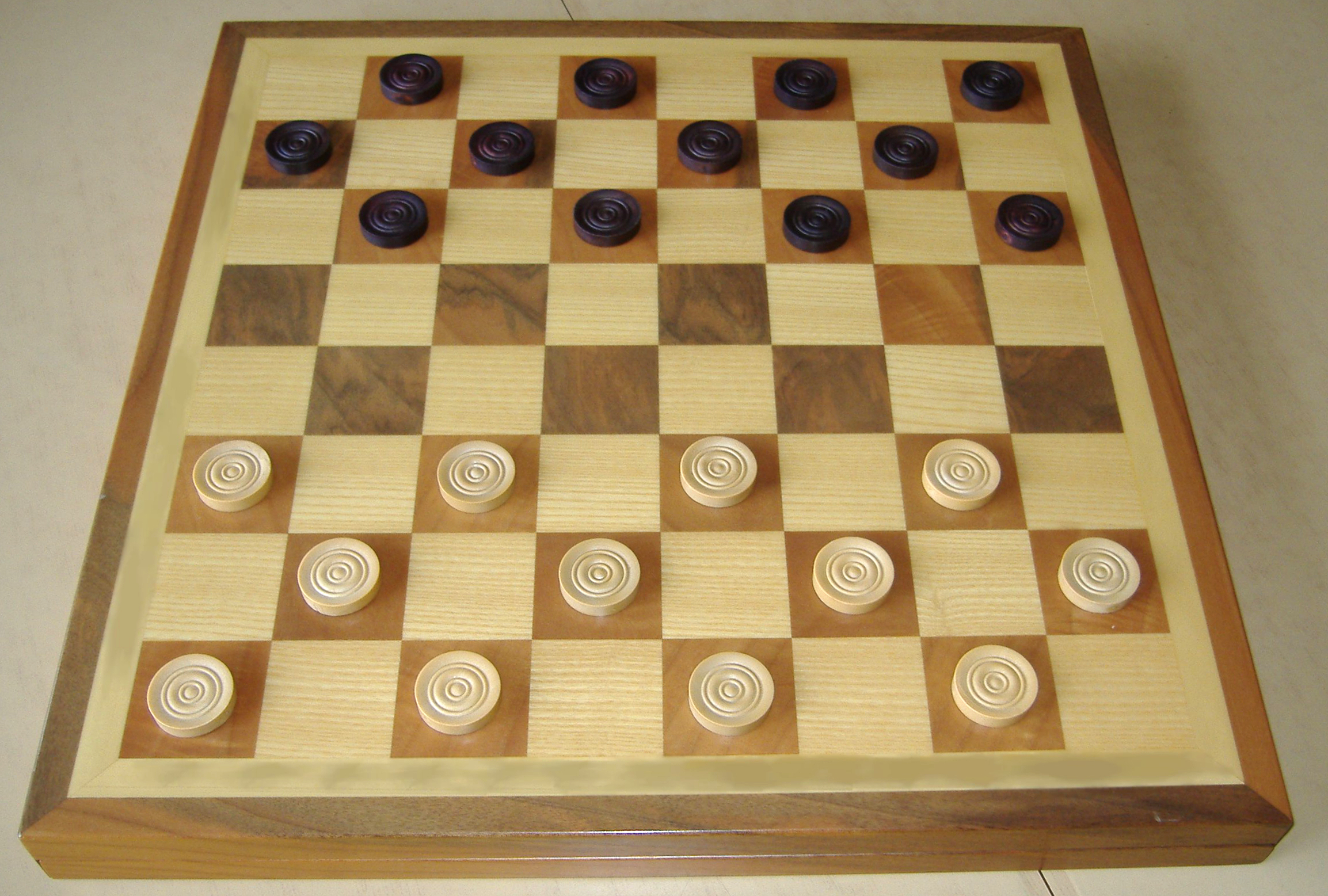
Startposition für Dame auf dem 8×8-Spielbrett

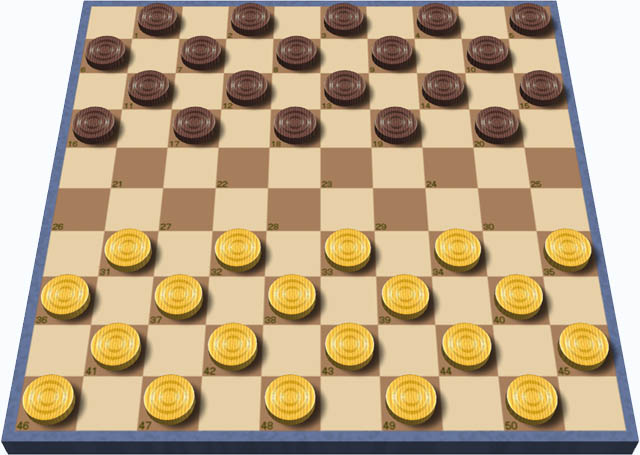
Startposition für Dame auf dem 10×10-Spielbrett

Dame ist ein strategisches Brettspiel für zwei Spieler und wird auf einem Schachbrett mit 8×8 oder international 10×10 Feldern gespielt. Dabei werden nur die schwarzen Felder des Spielbretts genutzt, auf denen die typischen scheibenförmigen Spielsteine gezogen werden. Ziel des Spiels ist es, die gegnerischen Steine vollständig durch Überspringen zu schlagen oder bewegungsunfähig zu machen und so das Spiel zu gewinnen.
Im deutschen Sprachraum wird in der Regel die Deutsche Dame gespielt und das Spiel ist Bestandteil klassischer Spielesammlungen, jedoch als Profispiel wenig populär. Unter anderem in Russland, den Niederlanden und anderen Regionen wird es dagegen als Profisport gespielt, wobei unterschiedliche Varianten genutzt werden können. So gibt es internationale Meisterschaften auf dem 8×8- und dem 10×10-Spielbrett, jedoch zusätzlich nationale oder regionale Meisterschaften einzelner Varianten wie etwa der Französischen Dame, der Türkischen Dame, der Russischen Dame, der Italienischen Dame, der Kanadischen Dame und der anglo-amerikanischen Dameversion Draughts.
Das Damespiel zählt zu den Spielen mit perfekter Information und ermöglicht dadurch Spielstrategien, deren Erfolg nicht vom Zufall abhängig ist.

## Geschichte

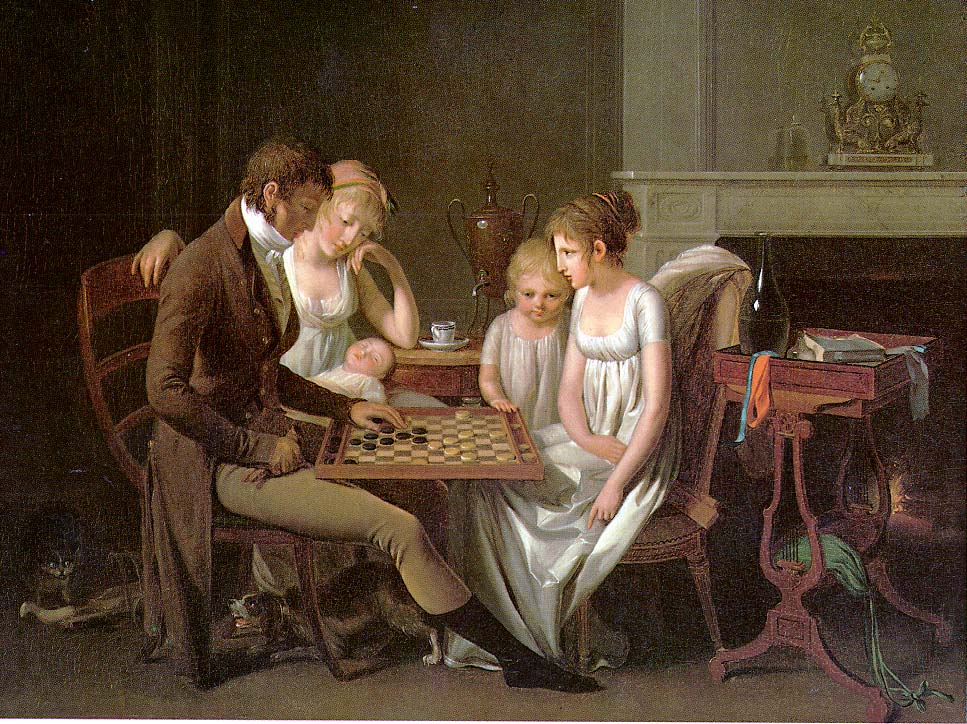
Louis-Léopold Boilly: Das Damespiel, um 1803

Das Damespiel wird als klassisches Spiel mit alten Wurzeln eingestuft, die konkrete Entwicklung ist jedoch nicht bekannt. Erste typische Bretter und Figuren stammen aus dem 16. Jahrhundert v. Chr. aus Ägypten, es ist jedoch unwahrscheinlich, dass das Spiel tatsächlich ein Vorläufer des heutigen Damespiels war.
Das moderne Damespiel entstand wahrscheinlich im 12. Jahrhundert im heutigen Spanien oder in Südfrankreich aus dem Alquerque (auch als Quirkat bekannt) und wurde auf dem damals verfügbaren Schachbrett mit den Spielsteinen des Backgammon gespielt. Ursprünglich wurden die Steine ferses genannt, nach der Dame im Schachspiel. Zu jener Zeit konnte die Dame nur ein Feld weit ziehen. Die Neuerung war das aus Alquerque übernommene Überspringen und Wegnehmen gegnerischer Steine. Das Spiel wurde zu jener Zeit Fierges genannt. Eine weitere Ähnlichkeit mit dem Schachspiel bestand früher darin, dass der Damespieler nicht verpflichtet ist, jede sich ihm bietende Gelegenheit zum Schlagen von gegnerischen Steinen auszunutzen. Um 1535 wurde dieses Schlagen obligatorisch und ging als Schlagzwang in das Regelwerk ein. Verpasste ein Spieler die Gelegenheit dazu, wurde seine Figur zur Strafe vom Brett „gepustet“, bzw. weggenommen. Diese neue Form nennt man „jeu forcé“ (das scharfe Spiel), die ältere „jeu plaisant“ (das höfliche Spiel); die heutige Standardversion ist das jeu forcé. Die Umbenennung der „ferses“ im Schachspiel in „Dame“ führte zu einer parallelen Umbenennung des Spiels in „jeu des dames“.

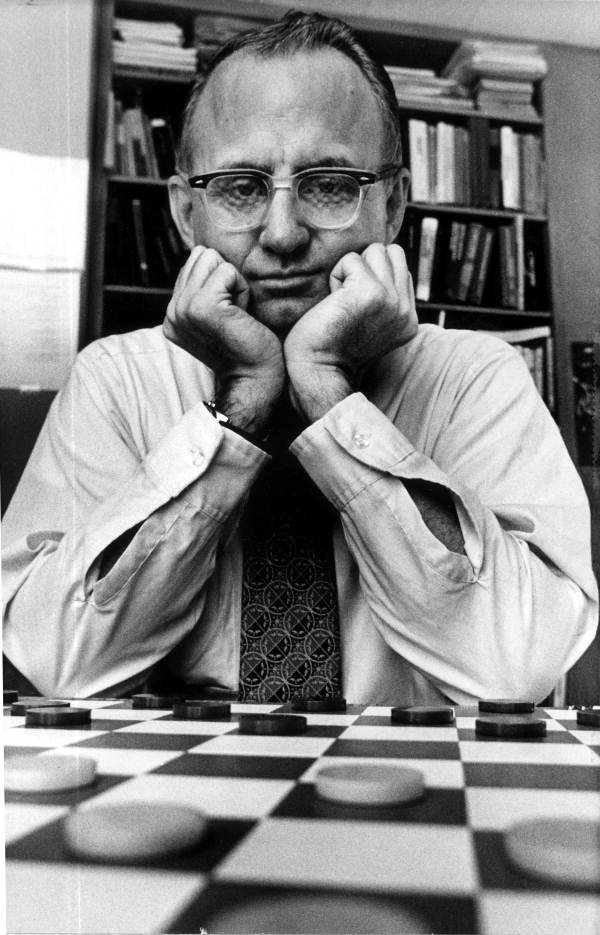
Marion Tinsley, 1988

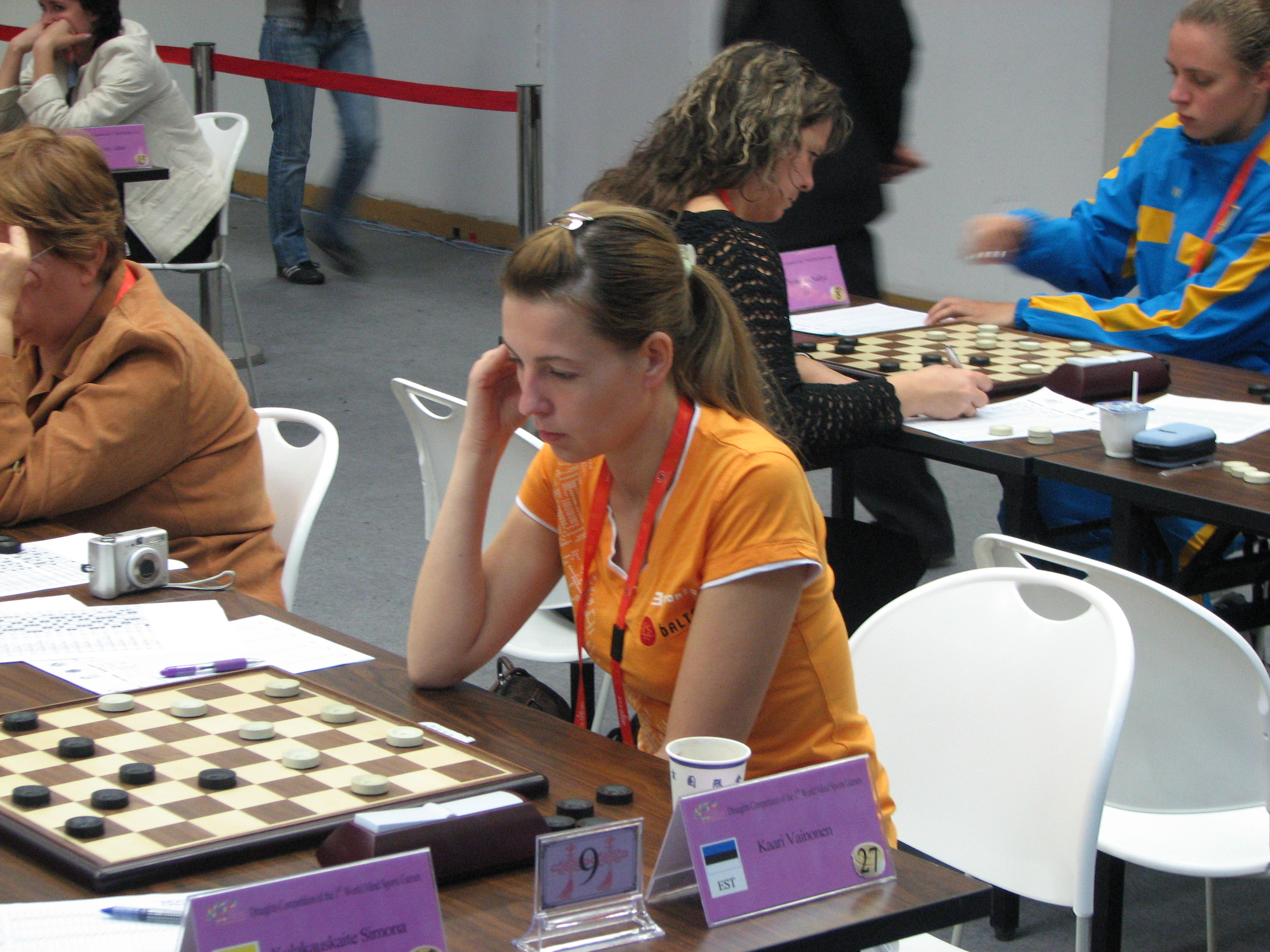
Estnische Damespielerin bei den Weltdenksportspielen 2008 in Peking

Das Spiel verbreitete sich über Frankreich und das restliche Europa. 1688 wurde das älteste bekannte gedruckte Regelwerk, Jeu des Dames, in Frankreich veröffentlicht. Die polnische Dame (heute auch französische Dame) auf einem Spielbrett von 10×10 Feldern entwickelte sich um 1730 und soll in Paris von einem französischen Beamten des königlichen Hofs und dessen Spielpartner, einem polnischen Adligen erfunden worden sein. In England entwickelte sich aus dem Damespiel die britische Variante Draughts und 1756 erschien Treatise on the Game of Draughts von William Payne, das sich unter anderem intensiv mit der Analyse der Endspielvarianten des Spiels befasste. Englische Siedler brachten das Spiel in die Vereinigten Staaten, wo es als Checkers bekannt wurde.
In den 1880er Jahren wurden in der Wochenschrift Die Gartenlaube des Öfteren Damenspiel-Aufgaben veröffentlicht. Das lässt darauf schließen, dass dieses Spiel in der Bevölkerung relativ weit verbreitet war. Im Jahr 1932 wurde der Deutsche Dame-Bund gegründet, der seinen Sitz in Stettin hatte. Nahezu zeitgleich erschien die monatlich herausgegebene Zeitung Das Damespiel. Verband und Zeitschrift wurden jedoch bereits im Jahr 1933 von den Nationalsozialisten verboten. Aktuell vertritt der Verein für das Brettspiel Dame e. V. mit Sitz in Korbach die Interessen der deutschen Damespieler. Im Wappen der Stadt Trebbin ist zudem ein Damebrett dargestellt.
Der moderne Damesport wurde vor allem durch den amerikanischen Damespieler Marion Tinsley geprägt, der nach 1955 mehrfach Weltmeister im Damesport wurde und als stärkster Damespieler weltweit bekannt wurde. 1992 trat er gegen das von Jonathan Schaeffer entwickelte Computerprogramm Chinook an, das vier Spiele gegen ihn verlor und zwei von insgesamt 39 Spielen gegen ihn gewinnen konnte; 33 Spiele gingen unentschieden aus („draw“).

## Spielweise

### Spielmaterial
Dame wird auf einem quadratischen Brett mit abwechselnd weißen und schwarzen Feldern gespielt. In vielen Ländern, einschließlich Deutschland, Österreich und der Schweiz, hat das Spielbrett 8×8 Felder. Es entspricht also einem klassischen Schachbrett. International wird auf einem 10×10-Brett gespielt (Dame 100), andere Varianten wie die Kanadische Dame nutzen ein 12×12-Brett. Die Notation, also die Benennung der Felder im Damespiel, ist bei den verschiedenen Versionen unterschiedlich. Auf dem 8×8-Spielbrett entspricht sie in der Regel der Schachnotation, während bei internationalen Wettbewerben auf dem 10×10-Spielbrett eine rein numerische Notation üblich ist.
Als Spielfiguren dienen runde und flache Spielsteine, schwarze für den einen und weiße (oder rote) für den anderen Spieler. Diese sind gewöhnlich aus Holz oder Kunststoff gefertigt, seltener aus Metall oder Elfenbein. Auf dem 8×8-Brett hat jeder Spieler 12 Steine, auf dem 10×10-Brett 20 Steine.

### Spielregeln
|   | a | b | c | d | e | f | g | h |   |
| 8 |   |   |   |   |   |   |   |   | 8 |
| 7 |   |   |   |   |   |   |   |   | 7 |
| 6 |   |   |   |   |   |   |   |   | 6 |
| 5 |   |   |   |   |   |   |   |   | 5 |
| 4 |   |   |   |   |   |   |   |   | 4 |
| 3 |   |   |   |   |   |   |   |   | 3 |
| 2 |   |   |   |   |   |   |   |   | 2 |
| 1 |   |   |   |   |   |   |   |   | 1 |
|   | a | b | c | d | e | f | g | h |   |

Zur Spielvorbereitung wird das Spielbrett so zwischen die Spieler platziert, dass jeder Spieler vor der eigenen Grundlinie sitzt. Zur Startaufstellung werden die Spielsteine auf den schwarzen Feldern der ersten drei Reihen des Spielfeldes verteilt, bei Dame 100 werden die ersten vier Reihen besetzt.
Gespielt wird nur auf den dunklen Feldern. Die Steine ziehen jeweils ein Feld vorwärts in diagonaler Richtung. Es herrscht generell Schlagzwang, gegnerische Steine müssen entsprechend übersprungen und dadurch geschlagen werden, sofern das direkt angrenzende dahinter liegende Feld frei ist. Der schlagende Stein wird auf dieses freie Feld gezogen, und wenn das Zielfeld eines Sprungs auf ein Feld führt, von dem aus ein weiterer Stein übersprungen werden kann, wird der Sprung fortgesetzt. Alle übersprungenen Steine werden nach dem Zug vom Brett genommen. Es darf dabei nicht über eigene Spielsteine gesprungen werden.
Erreicht ein Spielstein die gegnerische Grundlinie, wird er zur „Dame“. Dies wird kenntlich gemacht, indem ein zweiter Stein auf diesen gesetzt wird. Beim Erreichen der gegnerischen Grundlinie eines Spielsteins durch Schlagen gegnerischer Figuren geschieht ebenfalls eine Umwandlung zur Dame. Der Zug endet damit; es ist nicht möglich, mit der Umwandlung zur Dame sofort weitere gegnerische Spielsteine zu schlagen. Eine Dame darf beliebig weit vorwärts oder rückwärts ziehen und dabei einzeln stehende Spielsteine des Gegners überspringen und schlagen. Beim Überspringen eines gegnerischen Steines muss die Dame allerdings auf dem unmittelbar dahinterliegenden Diagonalfeld aufsetzen. Falls sie von dem neuen Feld aus über andere Steine springen kann, muss sie das auch tun. Es gelten also die Sprungregeln für einfache Steine, mit der zusätzlichen Regel, dass die Dame über mehrere Felder vorwärts und auch rückwärts springen kann. Da eine Dame auf dem Feld hinter dem geschlagenen Stein aufsetzen muss, ist es möglich, ein Endspiel von zwei Damen gegen eine einzelne gegnerische Dame zu gewinnen.
Ziel des Spieles ist es, dem Gegner alle Zugmöglichkeiten zu nehmen, also alle gegnerischen Steine zu schlagen oder zu blockieren. Die Spieler können sich auf ein Unentschieden einigen, wenn sie das Gefühl haben, dass keiner das Spiel gewinnen kann. Dies ist vor allem dann der Fall, wenn beide Spieler jeweils nur eine geringe Anzahl von Steinen oder nur noch eine Dame auf dem Feld haben.

### Eröffnung und Reaktion
|   | a | b | c | d | e | f | g | h |   |
| 8 |   |   |   |   |   |   |   |   | 8 |
| 7 |   |   |   |   |   |   |   |   | 7 |
| 6 |   |   |   |   |   |   |   |   | 6 |
| 5 |   |   |   |   |   |   |   |   | 5 |
| 4 |   |   |   |   |   |   |   |   | 4 |
| 3 |   |   |   |   |   |   |   |   | 3 |
| 2 |   |   |   |   |   |   |   |   | 2 |
| 1 |   |   |   |   |   |   |   |   | 1 |
|   | a | b | c | d | e | f | g | h |   |

Die Eröffnung des Spiels erfolgt grundsätzlich durch den weißen Spieler, der einen Stein seiner vordersten Reihe um ein Feld diagonal vorwärts zieht. Der schwarze Spieler reagiert entsprechend mit dem Vorziehen eines seiner Spielsteine aus der ersten Reihe. Danach versuchen die beiden Spieler sich gegenseitig in eine Position zu begeben, in der sie Steine des Gegners schlagen können, ohne selbst geschlagen zu werden.

### Endspiel
Im Endspiel sind in der Regel von beiden Seiten nur noch wenige Spielsteine auf dem Spielfeld, zudem haben in der Regel beide Spieler mindestens eine Dame. Durch taktische Züge versuchen weiterhin beide Spieler, sich in eine Position zu bringen, weitere Steine des Gegners zu blockieren oder zu schlagen. Sehr häufig endet ein solches Spiel in einem Unentschieden, bei dem keine Seite gewinnen kann.

### Turnierregeln
Beim Turnierspiel werden üblicherweise die ersten drei Züge aus einer Reihe vorgegebener Eröffnungen ausgelost (Three-Move Restriction), und beide Spieler spielen diese Eröffnung einmal als weißer und einmal als schwarzer Spieler. Auf diesen Turnieren wird Dame auf 64 Feldern nach den angelsächsischen Regeln gespielt. Diese Regel wurde eingeführt, um die vielen unentschiedenen Spiele, die aus bestimmten Eröffnungen entstehen, zu reduzieren.
Im „Internationalen Damespiel“ existieren vergleichbare Regeln nicht.

## Regelvarianten
International sind zahlreiche Varianten des Damespiels verbreitet. Dabei gibt es weit verbreitete Spielvarianten sowie teilweise auch regionale Unterschiede einzelner Spielregeln. Die Variationsmöglichkeiten für die klassischen Dame-Varianten sind im Einzelnen:
- Die Brettgröße:
  - 08×8
  - 10×10
  - 12×12
  - 14×14

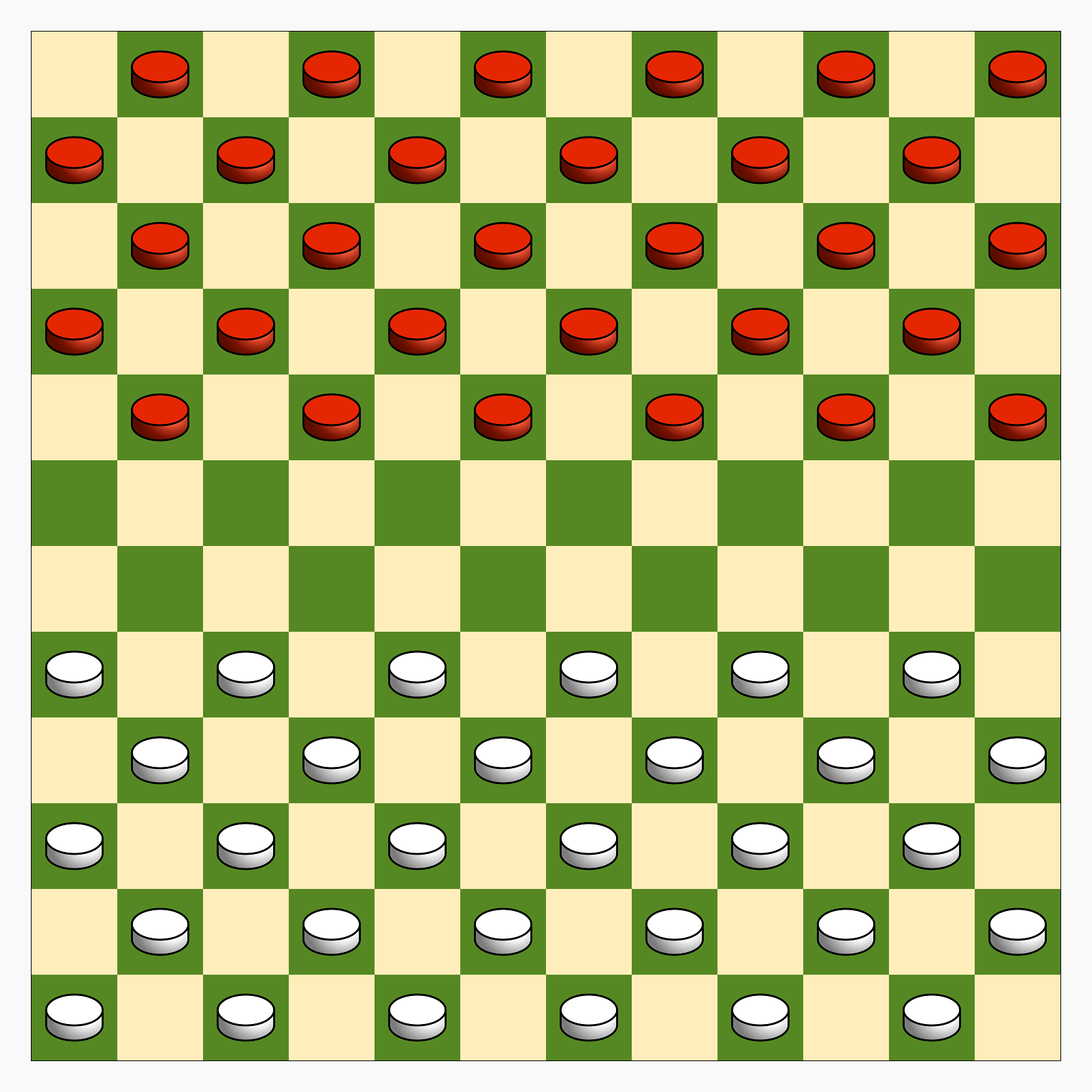
Startaufstellung auf dem 12×12-Spielbrett bei der Kanadischen Dame

- Zugmöglichkeiten der einfachen Steine:
  - ein Schritt diagonal vorwärts (in allen Varianten gleich).
- Schlagmöglichkeiten der einfachen Steine:
  - Beliebig viele gegnerische Steine, aber nur vorwärts.
  - Beliebig viele gegnerische Steine, vorwärts oder rückwärts.
  - Genau einen gegnerischen Stein und nur vorwärts.
  - Genau einen gegnerischen Stein, vorwärts oder rückwärts.
- Schlagzwang:
  - Es müssen möglichst viele gegnerische Steine geschlagen werden.
  - Wenn eine Dame geschlagen werden kann, hat das Vorrang vor dem Schlagen eines einfachen Steins.
  - Wenn eine Dame schlagen kann, hat das Vorrang vor dem Schlagen mit einem einfachen Stein.
  - (und viele weitere Möglichkeiten).
- Zugmöglichkeiten der Damen:
  - ein Schritt diagonal, vorwärts oder rückwärts.
  - Beliebig viele Schritte, vorwärts oder rückwärts.
- Schlagmöglichkeiten der Damen:
  - Beliebig viele gegnerische Steine.
  - Die Dame muss direkt hinter den geschlagenen Stein ziehen.
  - Die Dame zieht hinter ein beliebiges freies Feld hinter dem einzelnen geschlagenen Stein.
  - Genau einen gegnerischen Stein.

### Pusten
Die offiziellen Regeln des Damespiels, die in Vereinen oder bei Turnieren gelten, besagen, dass stets geschlagen werden muss, wenn dies möglich ist (Schlagzwang). Eine in vielen Ländern unter nicht-organisierten Spielern verbreitete Variante erlaubt dagegen dem Gegner, den Stein, der hätte schlagen müssen, vom Brett zu entfernen (sogenanntes „Pusten“ oder auch „Blasen“), anstatt darauf zu bestehen, dass der regelkonforme Zug doch noch ausgeführt wird.
Wird mit „Pusten“ oder „Blasen“ von Spielsteinen gespielt, bestehen zwei grundlegende Regelvarianten:
- Im Falle, dass mehrere Schlagmöglichkeiten gleichzeitig bestehen, gilt ein Zug als korrekt durchgeführt, sobald eine Schlagmöglichkeit wahrgenommen wurde. Damit kommt es nicht mehr zum „Pusten“ oder „Blasen“.
- Die alternative strengere Spielweise besagt, dass alle weiteren, nicht im Zug wahrgenommenen, Schlagmöglichkeiten zur Entfernung der betroffenen Spielsteine führen. Von allen Schlagmöglichkeiten bleibt damit nur der gewählte schlagende Spielstein weiter im Spiel.

Es gibt auch viele regional unterschiedliche Spielarten:

### Checkers, Draughts

Checkers bzw. Draughts

In vielen englischsprachigen Ländern (Großbritannien, Irland, USA, Kanada, Südafrika, Australien, Neuseeland) darf die Dame nur ein Feld weit ziehen (engl. Draughts, in den USA Checkers). Mit Damen, die nur ein Feld weit ziehen dürfen, ist ein Endspiel von zwei Damen gegen eine (bis auf eine Ausnahme) immer zugunsten der zwei Damen gewonnen.
Im April 2007 ist durch Jonathan Schaeffer und seine Mitarbeitergruppe bewiesen worden, dass Dame in der bereits erwähnten Variante Checkers bei perfektem Spiel immer unentschieden endet. Hierfür ließen die Informatiker Spielstellungen mit 10 Spielsteinen und weniger zusammen mit den 19 relevantesten Spieleröffnungen auf dem Brett analysieren, wobei sie über 39 Billionen Stellungen untersuchen mussten. Dadurch war es nicht nötig, alle ca. 5·1020 Stellungen zu berechnen, und dennoch konnten sie eine Spielstrategie finden, bei der man nie verlieren kann.

### Internationale Dame

Spielfolge auf einem internationalen Damebrett (10×10), die Sprungzüge folgen dem internationalen Regelwerk

Diese Variante hat die weiteste Verbreitung. In Deutschland heißt sie auch Dame 100, da sie auf einem 10×10-Brett gespielt wird. In ihr dürfen Damen beliebig weit ziehen und springen und einfache Steine auch rückwärts springen, aber nicht ziehen. Außerdem muss bei jedem Zug, in welchem geschlagen werden kann, die größtmögliche Anzahl gegnerischer Steine geschlagen werden, wobei kein Unterschied zwischen Damen und einfachen Steinen getroffen wird. Diese Variante wird vereinsmäßig in über 60 Ländern gespielt, vor allem im kontinentalen Westeuropa (Frankreich, Benelux), den Nachfolgestaaten der Sowjetunion und in vielen afrikanischen, aber auch amerikanischen und asiatischen Ländern, die einst französische oder niederländische Kolonien waren. Bei dieser Damevariante braucht man mindestens drei, in der Regel aber vier Damen, um gegen eine einzelne gegnerische Dame zu gewinnen.
In französischsprachigen Gebieten Kanadas, vor allem in der Provinz Quebec, wird Dame nach den obigen Regeln auf einem 12×12-Brett gespielt („Kanadisches Damespiel“). Eine Anekdote berichtet, ein Mann habe das Spiel in Europa kennen gelernt. Voller Begeisterung wollte er es seinen Landsleuten beibringen, war sich aber ob der Felderzahl unsicher. Er erinnerte sich falsch und erläuterte das Spiel mit dem 12×12-Brett. Allerdings gibt es dieses Spiel auch in der Dominikanischen Republik und auf Sri Lanka.

### Schlagdame
Bei der Dame-Variante Schlagdame sind die Regeln die gleichen wie beim Damespiel, aber das Spielziel ist ein anderes: Wie beim Räuberschach gewinnt derjenige Spieler, der als Erster alle Steine opfern konnte. Diese Variante wird auch als Dame-ab bezeichnet.

Column draughts game

### Baschni
Weitere interessante komplexe Spielmöglichkeiten ergeben sich bei dieser Variante der Russischen Dame; Baschni heißt Türme. Das Spiel ist auch bekannt als Stolbowje Schaschki – Türmchendame. Schlägt ein Stein einen Stein, wird dieser nicht aus dem Spiel entfernt, sondern dem schlagenden Stein untersetzt, wobei ein Turm entsteht. Steine können sowohl vorwärts als auch rückwärts schlagen. Wird ein Turm geschlagen, wird nur der oberste Stein des Turmes genommen und dem schlagenden Stein oder Turm untersetzt. Erreicht ein gewöhnlicher Stein an der Spitze eines Turms die gegnerische Grundreihe, wird dieser Stein zur Dame befördert. Dieser Turm darf nach den Regeln einer Dame bewegt werden. Wird die gegnerische Grundreihe durch Schlagen erreicht, muss ggf. eine entstandene Dame bzw. Turmdame weiterschlagen. Durch geschickte Kombination von Schlagzwängen sind überraschende Spielwendungen durch Turmwechsel möglich.

### Laska
Laska wird auf einem Brett mit 25 Feldern in sieben Reihen gespielt. Die Reihen haben abwechselnd vier und drei Felder. Jede Partei hat elf Spielsteine. Die Regeln entsprechen Baschni.

### Weitere Regionalformen

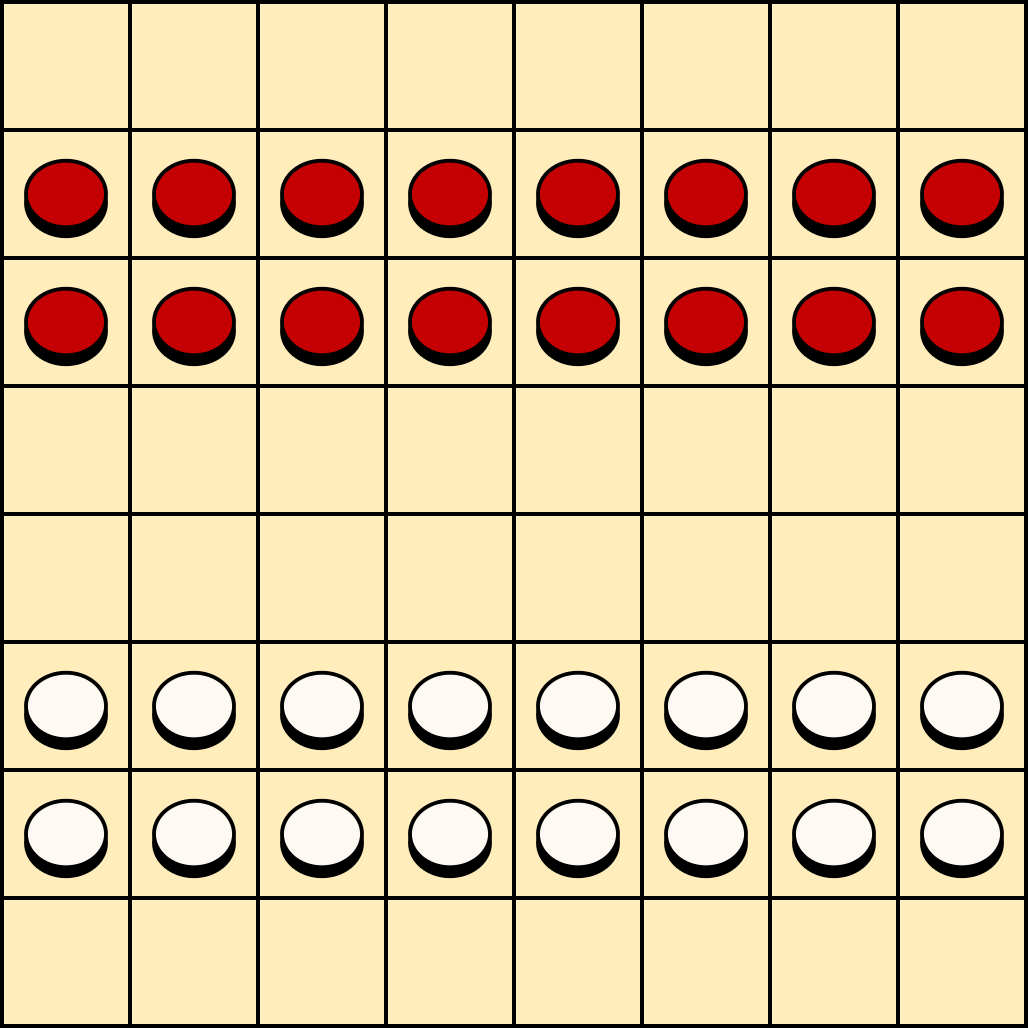
Startaufstellung bei der Türkischen Dame

Bei der Türkischen Dame, die in der Türkei und angrenzenden Regionen gespielt wird, werden die Spielsteine nicht diagonal, sondern senkrecht vorwärts oder waagerecht seitwärts gezogen und geschlagen; sowohl schwarze als auch weiße Felder werden somit benutzt. Damen dürfen orthogonal in alle Richtungen ziehen und schlagen. Schlagen ist Zwang und bei einem Schlagzug muss die größtmögliche Anzahl geschlagen werden, ohne dass zwischen gegnerischen Damen und einfachen Steinen unterschieden wird. Auf dem 8×8-Brett sind zu Anfang die zweite und dritte Reihe mit je acht Steinen besetzt. Bei diesem Spiel gewinnen zwei Damen gegen eine einzelne gegnerische Dame. Andere orientalische Damevarianten ähneln der Türkischen Dame.
In der ehemaligen Sowjetunion, in Polen und den Niederlanden wurden im 20. Jahrhundert Varianten erfunden, die auf einem aus regelmäßigen Sechsecken aufgebauten Spielbrett gespielt werden. Die im Westen bekannteste hexagonale Damevariante stammt von dem niederländischen Spieleerfinder Christian Freeling und heißt HexDame.

## Computer-Dame

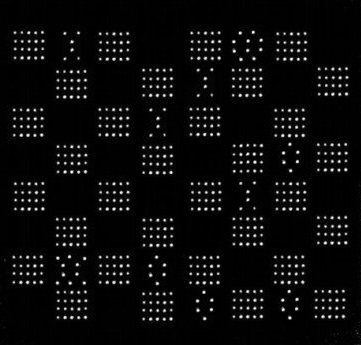
Christopher Strachey's Draught Program (1951/1952), zudem eines der ältesten Computerspiele überhaupt.

Das erste Dame-Programm für das Angelsächsische Damespiel wurde 1952 von Arthur L. Samuel, einem Forscher bei IBM, geschrieben, und war eines der ersten Spielprogramme für Computer überhaupt. Bis 1962 verbesserte Samuel das Programm noch mehrmals. Ein Charakteristikum war die Fähigkeit des Programms, die Strategie anhand der Spielweise der Gegner anzupassen. Gegen starke menschliche Spieler war dieses Programm noch chancenlos; dennoch bildet es einen wichtigen Meilenstein in der Entwicklung der Künstlichen Intelligenz.
Das stärkste Dame-Programm (ebenfalls Angelsächsische Dame) ist Chinook, das von einer Gruppe unter Leitung Jonathan Schaeffers geschrieben wurde. Marion Tinsley, der Weltmeister von 1955–1962 und 1975–1991, besiegte das Programm im Jahre 1992; aufgrund von Gesundheitsproblemen musste er 1994 ein Spiel abbrechen. Chinook ist nach dem Gewinn des Mensch-Maschine Titels nicht mehr angetreten. Die enorme Spielstärke heutiger Programme ist vor allem auch dadurch begründet, dass heute bereits 10-Steine-Endspiele in einer riesigen Datenbank vorhanden sind. Eines der weltstärksten Programme ist Cake Manchester, eine Freeware-Engine für das Programm Checkerboard. Auf der Seite findet man Partien und andere starke Engines.
Heute auf PCs laufende Programme können eigentlich nicht mehr gegen menschliche Gegner verlieren. Allerdings gibt es heute nur noch wenige große Meister im Damespiel, sodass Vergleiche mit der Spielstärke der 1980er und 1990er Jahre schwer sind. Auch aufgrund der absoluten Überlegenheit des Computers im Damespiel finden sich nur wenige Nachwuchsspieler. Cake Manchester nahm auch an der Computer-Dame-Weltmeisterschaft 2002 in Las Vegas teil. Es siegte dort Nemesis vor KingsRow und Cake.
In der Juli-Ausgabe 2007 von Science zeigten Schaeffer und Mitarbeiter, wie sie das Damespiel mit Chinook gelöst haben. Ein perfektes Spiel beider Spieler führt zu einem Unentschieden.

## e-dame
Seit 2011 werden Dame-Partien in der Variante 10×10 auch per Internet auf dem Server e-dama.net gespielt. Von der World Correspondence Draughts Association (WCDA) werden hier offizielle Meisterschaften ausgetragen. Nach Anmeldung kann man hier aber auch Freundschaftsspiele gegen andere austragen.